# Suttons Bay
Suttons Bay est un village du comté de Leelanau, dans l'État du Michigan, aux États-Unis. En 2020, il comptait une population de 613 habitants.